# Phlogophora extensa
Phlogophora extensa är en fjärilsart som beskrevs av Chalmers-hunt 1961. Phlogophora extensa ingår i släktet Phlogophora och familjen nattflyn. Inga underarter finns listade i Catalogue of Life.